# Techno Pop
Techno Pop je album německé electro skupiny Kraftwerk, které však nebylo oficiálně vydáno.
Kraftwerk začali v roce 1982 po úspěšném albu Computer World připravovat další studiový počin, který nesl pracovní název Technicolor. Skupina měla hotová čtyři dema ("Techno Pop", "Sex Object", "The Telephone Call" a "Tour de France"), avšak členové kapely Ralf Hütter a Florian Schneider coby zvukoví renovátoři nebyli spokojeni s analogovou kvalitou zvuku, a proto začali pracovat na zvukovém materiálu zcela od začátku, aby jej nahráli v digitální kvalitě. To však narušilo pracovní harmonogram skupiny, které mezitím vypršela smlouva s nahrávací společností Phillips. Dalším zdržením v práci byla cyklistická nehoda frontmana kapely Ralfa Hüttera, který zůstal dlouhou dobu v kómatu. Mezitím však již vyšel první singl tohoto alba Tour de France a zároveň se objevil první promo materiál v podobě obalu alba a dalších grafických prací. Roku 1984 byly započaty práce na videoklipu ke skladbě Music Non Stop, který byl nakonec vydán až roku 1986 na albu Electric Cafe, zároveň byl znovu vydán singl Tour de France s remixem francouzského producenta Françoise Kevorkiana.
Celé album bylo nakonec přepracováno do digitální podoby a v roce 1986 vydáno pod názvem Electric Cafe. Techno Pop je asi nejvíce diskutovaným počinem skupiny Kraftwerk, avšak členové kapely v několika interview uvedli, že neexistuje žádný materiál z tohoto alba, který by později nebyl vydán. Skladby "Techno Pop" a "Sex Object" se však objevily na několika neoficiálních kompilacích a je nutno poznamenat, že se velice liší od finálních verzí na Electric Cafe.

## Seznam skladeb
1. (04:35) Techno Pop
2. (??:??) The Telephone Call
3. (04:03) Sex Object